# Woodward's
Woodward's Stores Ltd. is een voormalige Canadese warenhuisketen die honderd jaar actief was in Alberta en Brits-Columbia, voordat ze werd verkocht aan de Hudson's Bay Company.

## Geschiedenis
Charles Woodward richtte in 1892 de eerste Woodward-winkel op, op de hoek van Main Street en Georgia Street in Vancouver. Op 12 september 1902 werd Woodward Department Stores Ltd. opgericht en werd een nieuwe winkel gebouwd op de hoek van Hastings Street en Abbott Street. In 1926 werd een winkel geopend in Edmonton en tegen het einde van de jaren 1940 had het bedrijf tal van winkels in British Columbia en Alberta. Daarna werden winkels geopend in onder meer Victoria in 1945, Port Alberni in 1948, Park Royal Shopping Centre in West Vancouver in 1950, New Westminster in 1954, Westmount Shopper's Park in Edmonton in 1955, Oakridge Centre (waar Woodward's de eigenaar en hoofdhuurder was) in 1959, Chinook Center in Calgary in 1960, Victoria in 1963, Northgate Mall in Edmonton in 1963, en Prince George en Guildford Town Center in Surrey in 1966, Southgate Center in Edmonton in 1970, Mayfair Shopping Center in Victoria in 1974, Cherry Lane in Penticton in 1975 Sevenoaks in Abbotsford in 1975, Landsdown Park in Richmond in 1977 en Coquitlam Center in 1979.
Woodward's was een groot deel van de twintigste eeuw een vaste verschijning in het winkellandschap van het zuidwesten van British Columbia. De keten was onderscheidend doordat winkels een grote supermarkt hadden die bekend stond als de "Food Floor". In Oakridge Center en Chinook Center (Calgary) had de Woodward's Food Floor een transportsysteem van de kassa's naar een afhaalplaats op de parkeerplaats. Op verzoek verpakten medewerkers de boodschappen van de klanten in genummerde bakken en stuurden de bakken door het transportsysteem. Dan zouden klanten een overeenkomstige bon met nummertje krijgen om de boodschappen op de ophaalplaats af te halen waar het personeel de boodschappen van de  bakken in de auto's van de klanten laden. Deze dienst heette het Grocery Parcel Depot in Oakridge en Parcel Pickup in Chinook. Toen Woodward's de Food Floor-keten - lang bekend om zijn kwaliteit en de bijzondere producten in het assortiment - aan Safeway verkocht, werd de Food Floor van de vlaggenschipwinkel een kleinere IGA -supermarkt, aangezien Safeway geen interesse toonde in die locatie. Veel West-Canadezen herinneren zich met plezier Woodward's beroemde "$ 1,49 Day", gehouden op de eerste dinsdag van elke maand. Deze verkopen werden op grote schaal geadverteerd op de radio en in kranten, voorzien van een kenmerkende jingle die jarenlang werd gebruikt nadat deze in april 1958 werd geïntroduceerd  en bood alles van canvas-top hardloopschoenen tot badolie voor die ene prijs.
De meeste locaties van Woodward werden eind 1993 omgebouwd tot Hudson's Bay- of Zellers -winkels. Andere grote retailers namen verschillende winkels over en de overige locaties werden ofwel gesloten of verdeeld in winkelruimtes in winkelcentra.
Woodward's exploiteerde ook twee zelfstandige Furniture Fair-winkels in Burnaby (die in 1985 Costco 's eerste vestiging in Canada werd) en Edmonton in de jaren zeventig. Er waren ook discountwinkels genaamd Woodwynn (vergelijkbaar met Winners) in British Columbia en Alberta (sommige in een Woodward's warenhuis), die oorspronkelijk bekend stonden als Woodward's Bargain Stores. Verschillende winkelcentra hadden ook aparte Woodward's Book Stores. De sluiting van Woodward's locaties in veel winkelcentra leidde tot herontwikkeling en uitbreiding van een aantal centra, zoals het Chinook Centre in Calgary. In een aantal winkelcentra was het vanwege de aanwezigheid van aparte vestigingen zoals de boekhandel en Woodwynn noodzakelijk om deze winkels ook te vervangen. Toen het filiaal in de West Edmonton Mall sloot, heeft The Bay - die al een volledige winkel had aan de andere kant van het winkelcentrum - de voormalige Woodward's eenvoudig omgebouwd tot een tweede Bay (een van de weinige gevallen waarin een ankerhuurder dubbel aanwezig was in een enkel winkelcentrum); na een paar jaar hiervan werd de Woodward's-Bay echter gesloten en omgebouwd tot een bioscoop met meerdere schermen, een locatie van HMV Canada (nu Sunrise Records ) en extra winkelruimte.
Op 8 december 2009 is de Woodward's Food Floor voor het eerst heropend sinds de verkoop van de keten aan Safeway. De nieuwe Woodward's Food Floor, die is gevestigd in Vancouver op het voormalige Woodward's-complex (samen met een nieuwe locatie van London Drugs), is nu een onderdeel van Nester's Market.